# Dasyhelea pritchardi
Dasyhelea pritchardi är en tvåvingeart som beskrevs av Wirth 1952. Dasyhelea pritchardi ingår i släktet Dasyhelea och familjen svidknott. Inga underarter finns listade i Catalogue of Life.